# Marinko Madžgalj
Marinko Madžgalj (* 21. August 1978 in Belgrad, SFR Jugoslawien; † 26. März 2016 ebenda) war ein serbischer Schauspieler, Sänger und Fernsehmoderator.

## Leben und Karriere
Marinko Madžgalj wurde am 21. August 1978 in Belgrad in der damaligen SFR Jugoslawien geboren und wuchs in der Küstenstadt Kotor, im heutigen Montenegro, auf. Im fortgeschrittenen Alter besuchte er die Fakultät der darstellenden Kunst an der Universität der Künste Belgrad unter Schauspiellehrerin Gordana Marić und schloss diese im Jahre 2000 ab. In dieser Zeit war er an der Seite Vanja Ejdus, Jelena Stupljanin oder Tamara Krcunović im Schauspielunterricht aktiv. In weiterer Folge war er ab 2012 ständiges Mitglied am Atelje 212, einem der bekanntesten serbischen Schauspielstätten. Des Weiteren war Madžgalj, der bis 2014 mit der zehn Jahre älteren Schauspielkollegin Dubravka Mijatović verheiratet war und mit dieser eine gemeinsame Tochter (* 2009) hatte, auch am Jugoslawischen Schauspielhaus (Jugoslovensko dramsko pozorište; JDP), am Nationaltheater Belgrad, am Bitef Theater, am Theater Slavija, am Pozorište Dadov, am Vuk Karadžić Cultural Center sowie auf weiteren Theaterbühnen aktiv.
Er gehörte jahrelang dem in Serbien bekannten Duo Flamingosi, das aus Marinko Madžgalj und Ognjen Amidžić bestand, an. Das Duo gewann im Jahre 2006 zusammen mit dem Sänger Louis das Musikfestival Beovizija. Mit Amidžić war er als Teil dieses Duos auch im Programm Ćao, Darvine zu sehen. 2003 spielte er unter anderem in den serbischen Fernsehserien Lisice oder Kazneni prostor mit und übernahm im selben Jahr eine Paraderolle als Ceda Velja in der Serie Crni Gruja und den darauf basierenden Filmen, in denen man ihn auch als Veselin Cegovic sah. Im Laufe der Jahre wurde er in diversen weiteren Fernsehserien eingesetzt, so auch in seinem Sterbejahr, als er als Saner in der Balkan-Serie Dojč Caffe zu sehen war. Meist nahm er dabei an Comedy-Serien und Sitcoms teil, hatte nebenbei jedoch Auftritte in Filmproduktionen.
Im Sommer 2015 wurde bei ihm Bauchspeicheldrüsenkrebs diagnostiziert und im August desselben Jahres eine Notoperation durchgeführt. Danach verbesserte sich sein Zustand zunächst. Im März 2016 verschlechterte sich sein Gesundheitszustand rapide. Madžgalj starb am 26. März 2016.